# Marjoriella townesorum
Marjoriella townesorum är en stekelart som beskrevs av Michael J. Sharkey 1983. Marjoriella townesorum ingår i släktet Marjoriella och familjen bracksteklar. Inga underarter finns listade i Catalogue of Life.